# Майер-Окснер, Генрих
Генрих Майер (нем. Heinrich Meyer, известен также как Майер-Окснер, нем. Meyer-Ochsner; 1802, Оберглатт, ныне в составе коммуны Флавиль — 22 мая 1871, Цюрих) — швейцарский филолог, историк и нумизмат.
Сын священника. Изучал филологию и теологию в Цюрихском, затем в Лейпцигском университетах, затем некоторое время работал в последнем. В лейпцигский период подготовил исправленное и дополненное издание латинской антологии Питера Бурмана (1835). С 1838 г. и до конца жизни заведовал монетным кабинетом Цюрихской библиотеки. Был соучредителем Цюрихского общества древностей.
Занимался историей Древнего Рима, опубликовав, в частности, монографию «История XI и XXI легионов» (нем. Geschichte der XIten und XXIsten Legion; 1862). По нумизматике опубликовал, среди прочего, «Описание обнаруженных в Швейцарии галльских монет» (нем. Beschreibung der in der Schweiz aufgefundenen Gallischen Münzen; 1863). Работал также в области топонимики, напечатал «Названия местностей кантона Цюрих» (нем. Die Ortsnamen des Kt. Zürich; 1848).